# Нахман из Брацлава

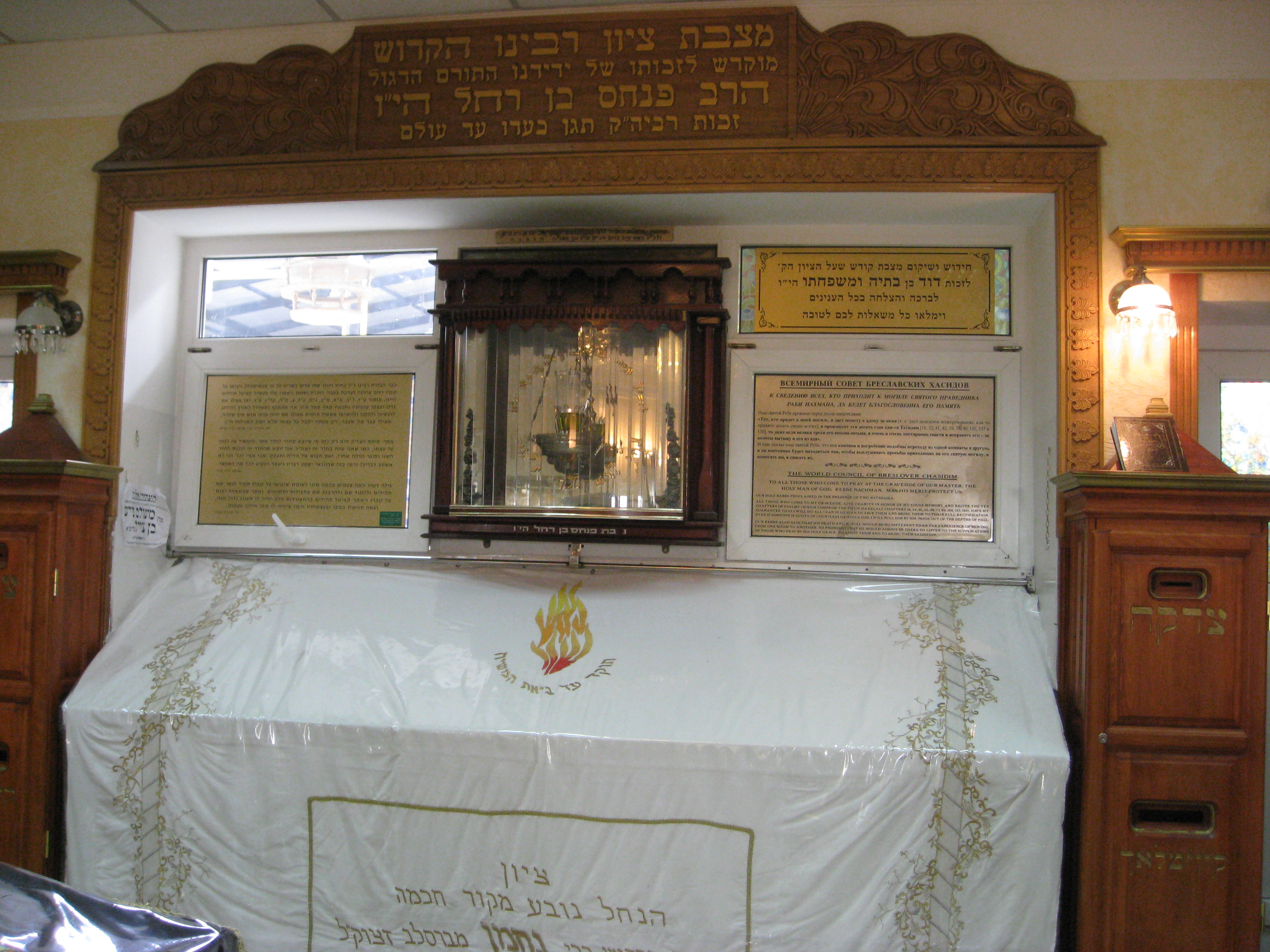
Надгробие Рабби Нахмана в Умани

Рабби На́хман из Брацлава (в обиходной речи — Ребе Нахман) (4 апреля 1772, Меджибож — 16 октября 1810, Умань) — основатель брацлавского (бресловского) хасидизма.

## Биография
Правнук основателя хасидизма Исраэля Баал Шем Това. Родители: рабби Симха сын рабби Нахмана из Городенки (одного из ближайших учеников и последователей Баал Шем Това) и ребецн Фейга, внучка Баал Шем Това.
Рабби Нахман вырос в доме самого Баал Шем Това, который унаследовали его родители. Детство рабби Нахмана прошло в атмосфере, насыщенной хасидскими преданиями. Незадолго до бар-мицвы (13 лет) он составил сборник афоризмов на темы различных проявлений еврейской духовной жизни «Книга нравственных качеств». После своей женитьбы в 13 лет рабби Нахман поселился в Осятене (Осоте), Киевской губернии у тестя. Рабби Нахман много времени проводил в молитвах и уединённой медитации в соседнем лесу, постоянно постился и углублённо изучал Каббалу. После смерти тестя переехал в Медведевку, где начал оформляться особый стиль будущего брацлавского хасидизма.
В 1798 году рабби Нахман совершил поездку в Палестину, побывал в Цфате и в Тверии, но не смог добраться до Иерусалима из-за нашествия Наполеона.
С 1800 года Нахман проживал в Медведевке, затем переехал в Златополь. Здесь от туберкулёза умерла его жена и была похоронена на местном еврейском кладбище.
После возвращения возобновилась ожесточённая борьба отдельных лидеров хасидизма с рабби Нахманом. Рабби Нахману пришлось несколько раз сменить место жительства. Окончательно рабби Нахман поселился в Брацлаве (в традиционной еврейской транскрипции — Бреслев), ставшем центром его «двора». Здесь рабби Нахман познакомился с рабби Носоном (Натаном) Штернгарцем, ставшим его ближайшим последователем и посвятившим свою жизнь сохранению наследия и распространению учения рабби Нахмана.
В 1810 году рабби Нахман, предчувствуя близкую смерть, решил поселиться в Умани, где за несколько лет до его рождения произошла Уманская резня. «Души умерших там за веру, — говорил он, — ждут меня». Там он скончался 16 октября от туберкулёза и был похоронен на еврейском кладбище рядом с погибшими от резни во время восстания гайдамаков — Колиивщины.

## Учение
В центре учения рабби Нахмана стоит отношение цадика к своим приверженцам. Цадик — это душа, а хасиды — тело. Они взаимно дополняют друг друга. Хасид «должен прилепиться к цадику», жадно прислушиваться ко всем его словам и, отбросив всякие мудрствования, отречься от всех собственных суждений и мыслить только умом цадика. «Это — основа благочестия». Однако хасид должен при этом оставаться свободным. В самом цадике, как, впрочем, и в Торе и Каббале, заключаются две силы, смертоносная и животворящая, и от свободного выбора хасида зависит, какой силе он подчиняется. Но цадик тоже нуждается в хасидах, ибо озарение цадика, то есть его постижение Божественного, совершается только через народ. Настаивал на необходимости непрестанного нравственного самоочищения и утверждал, что уныние — худший враг веры. Ввёл в хасидизм новый элемент: народные сказки. До ребе Нахмана хасиды рассказывали друг другу лишь истории о прославленных цадиках. Сказки и притчи Нахмана представляют собой аллегорические сказания о принцессах и героях. По-русски сказочные истории Ребе Нахмана опубликованы в издании «Сказочные истории. Учение Раби Нахмана», Иерусалим, 5770 / 2010.
В отличие от других ребе, Нахман не назначил себе преемника. Вплоть до наших дней хасиды черпают вдохновение в учении ребе Нахмана, которое систематизировал и опубликовал его ближайший ученик, ребе Натан Штернгарц.

## Могила рабби Нахмана
Могила рабби Нахмана в Умани сразу стала местом паломничества браславских хасидов, особенно во время главных еврейских праздников, в частности на Рош Ха-Шана. Эта традиция сохранялась до середины 1920-х гг. и возродилась в конце 1980-х. Сама могила была спасена от уничтожения в 1951 году гером-украинцем Даниэлем Загайским.
После обретения Украиной независимости в 1991 году по указу президента Леонида Кравчука место захоронения рабби Нахмана получило официальный статус «Историко-культурного центра браславских хасидов», и браславские хасиды выкупили землю, на которой расположена могила.
В январе 1993 году, находясь с визитом в Израиле, Леонид Кравчук дал согласие на перенос останков рабби Нахмана в Иерусалим. Но против этого выступили лидеры браславского движения, поскольку данная инициатива противоречила завещанию рабби Нахмана. В 1996 году два молодых израильских хасида попытались похитить его останки и вывезти их для перезахоронения в Иерусалим. Эта попытка была пресечена украинскими правоохранительными органами и вызвала волну негодования среди представителей браславского хасидизма.
Возле могилы рабби Нахмана началось строительство одной из крупнейших синагог Европы, рассчитанной на 6000 паломников. Но в связи с тем, что украинская компания-подрядчик не получила плату за выполненные работы по строительству синагоги, она добилась судебного решения об обращении взыскания на недостроенную синагогу и её продажу с аукциона. Это вызвало волну протестов со стороны браславских хасидов, а также еврейской общины Украины, западных еврейских и правозащитных организаций. В конце концов, спор был разрешён в сентябре 2008 года благодаря вмешательству казахстанского миллиардера и президента Евро-азиатского еврейского конгресса (ЕАЕК) Александра Машкевича.
В начале 1990-х гг. численность паломников, посещавших могилу рабби Нахмана в Умани, составляла 12-15 тысяч человек в год. Начиная со второй половины 2000-х годов, вследствие роста популярности браславского учения в Израиле, ежегодно 20-25 тысяч паломников посещают могилу в праздник Рош ха-Шана.
20 декабря 2016 года ночью неизвестные облили вход в могильный комплекс красной краской и подбросили в синагогу свиную голову со свастикой.

## Избранные цитаты
Ты находишься там, где твои мысли. Так позаботься о том, чтоб твои мысли находились там, где ты хочешь быть.

Всё в мире — всё, что существует, и всё, что происходит — это испытание, предназначение которого — дать тебе свободу выбора. Выбирай с умом.

Знай! Весь мир — это очень-очень узкий мост… И главное, совершенно не бояться!

Музыка обладает огромной силой привлечения к Богу. Развивай в себе привычку всегда напевать какой-нибудь мотив. Он даст тебе новую жизнь и пошлёт радость в твою душу.

## Книги
- Ликутей Моаран
- Сефер амидот (Книга качеств)
- Сипурей маасийот (Истории о событиях)
- Сихот аРаН (Беседы раби Нахмана)

В последние годы эти книги были выпущены и на русском языке. В частности, первая часть книги Ликутей Моаран с комментариями и книга Сипурей маасийот были выпущены издательством «Breslov Research Institute».
В последние годы появилось несколько «тайных» трудов рабби Нахмана. Среди них в 2006 г. — видение о пришествии мессии Мегилот старим («Свитки тайн»), записанное рабби Натаном со слов учителя в 1806 г. в закодированном виде и 200 лет считавшееся утраченным.
Примечательна книга, вышедшая в России, — «Учение рабби Нахмана из Браслава. Сказочные истории» (2003) в переводе и с комментариями Гершона Бермана.

## Книги о нём
- «Умань, Умань, Рош-а-Шоно…»
- Ицхак Брейтер. День жизни Брацлавского хасида; Авраам Гринбаум. Вопросы и ответы о брацлавском хасидизме. — Санкт-Петербург: «Роспринт», 1992. ISBN 5-87180-009-2
- Артут Авраам Грин. Страдающий наставник. Жизнь и учение рабби Нахмана из Брацлава. — Москва: «Мосты культуры/Гешарим», 2007. ISBN 978-965-7382-10-3